# Carl Jenkinson
Carl Jenkinson (Harlow, London, 1992. február 8. –) angol-finn kettős állampolgárságú profi labdarúgó, jelenleg az ausztrál a Newcastle Jets játékosa. Édesapja angol, édesanyja pedig finn állampolgárságú, ezért Jenkinson már mindkét válogatottban megfordult.

## Pályafutása

### Charlton Athletic
2010 decemberében debütált Jenkinson az angol labdarúgó ligakupa elődöntőjében, mikor a Charlton Athletic a Griffin Parkban mérkőzött meg a Brentford csapata ellen. Jenkinson az egész találkozó során jobbhátvédként szerepelt.

### Arsenal
2011. június 8-án profi szerződést írt alá az Arsenalnál. Körülbelül 1 millió font ellenében érkezett a csapathoz. A 25-ös mezszámot kapta meg, és elárulta, hogy azért választotta ezt, mert ez a szülei házszáma. Carl Jenkinson a 2011-12-es szezon előtti felkészülési mérkőzések mindegyikén lehetőséget kapott. Első mérkőzését a Bajnokok ligájában az Udinese ellen játszotta, mikor a második félidőt követően az Arsenal középhátvédje Johan Djourou megsérült, így cserére kényszerült az Arsenal, majd Jenkinson jött be helyettesíteni a svájci játékost.
A fiatal jobbszélső első bemutatkozása az angol bajnokságban, a Liverpool ellen történt meg, mikor nem volt épp bevethető balhátvéd, így csapattársának Bacary Sagnának kellett kihúzódnia a bal szélre, majd Jenkinson töltötte be a jobbszélső védő posztot, 2011. augusztus 20-án. Az Udinese elleni visszavágón is kezdő volt, és mind a 90 percet végigjátszotta. Következő bajnoki mérkőzésén megint lehetőséget kapott az ifjonc mégpedig a Manchester United csapata ellen, rosszul alakult a meccs hiszen Carlt kiállították mert megkapta a második sárga lapját a meccsen, viszont egy gólpasszt leosztott, a holland Robin van Persienek, az Arsenal második góljának szerzőjének.

## Válogatott
Eleinte a fiatal balhátvéd az angol labdarúgó válogatottban játszott, viszont később áttért a finn válogatotthoz, mégpedig azért, mert édesanyja finn állampolgár. Első bemutatkozás a finn nemzeti csapatban a 2011-es U19-es Európa-bajnokság kvalifikációs szakaszában történt meg. Első nemzetközi gólját a finnek színeiben szerezte, méghozzá a Moldáv válogatott ellen, ahol a finn együttes 6-2-es aránnyal megnyerte a mérkőzést.

## Statisztika
| Klub            | Szezon          | Liga | Liga  | Liga     | FA kupa | FA kupa | FA kupa  | Liga kupa | Liga kupa | Liga kupa | Európa | Európa | Európa   | Összesen | Összesen | Összesen |
| Klub            | Szezon          | Mérk | Gólok | Gólpassz | Mérk    | Gólok   | Gólpassz | Mérk      | Gólok     | Gólpassz  | Mérk   | Gólok  | Gólpassz | Mérk     | Gólok    | Gólpassz |
| --------------- | --------------- | ---- | ----- | -------- | ------- | ------- | -------- | --------- | --------- | --------- | ------ | ------ | -------- | -------- | -------- | -------- |
| Arsenal FC      | 2011–12         | 2    | 0     | 1        | 0       | 0       | 0        | 0         | 0         | 0         | 2      | 0      | 0        | 4        | 0        | 1        |
| Karrierje során | Karrierje során | 2    | 0     | 1        | 0       | 0       | 0        | 0         | 0         | 0         | 2      | 0      | 0        | 4        | 0        | 1        |

(2011. szeptember 17.)